# The Right Hand Path
The Right Hand Path è un cortometraggio muto del 1916 diretto da Burton L. King. Prodotto dalla Selig da un soggetto di Hetty Gray Baker, il film - di genere drammatico - aveva come interpreti Robyn Adair e Virginia Kirtley.

## Trama
Allen Kent va via di casa in cerca di fortuna. C'è un detto che dice che uno straniero che passa tra la folla può influire sul tuo destino diventando il fattore decisivo della tua vita futura. Allen cerca di decidere se scegliere uno o l'altra strada, poi prende uno dei due sentieri, quello che lo porterà alla vita di pugile. Cinque anni sono passati: Allen adesso è solo, senza denaro, senza amici, con la vita sprecata sul quadrato del ring. Nuovamente si trova su una panchina a pensare ai due sentieri e si chiede cosa sarebbe successo se avesse preso l'altro sentiero quel giorno di cinque anni prima. Allen decide di scoprirlo e così facendo scopre che la via retta e stretta è l'unica via che porta alla salute, alla prosperità e all'amore.

## Produzione
Il film fu prodotto dalla Selig Polyscope Company.

## Distribuzione
Distribuito dalla General Film Company, il film - un cortometraggio in una bobina - uscì nelle sale cinematografiche statunitensi il 30 dicembre 1916.